# 重庆碘泡虫
重庆碘泡虫（学名：Myxobolus chungkingensis）为碘泡科碘泡虫属的动物。在中国，分布于四川等，营寄生生活，寄生在宜宾鲴的鳃。